# 絵物語
絵物語（えものがたり）は、挿絵の比率が非常に高い小説。あるいは紙芝居を本に移植したもの、もしくは絵本の文章量が増えたもの、漫画の絵と文が分離したものとも言える。これらとのジャンルの境界は極めて曖昧で、同じ作品が連載中に絵物語から漫画へ、あるいはその逆の形式になることも少なくない。
絵物語という言葉は岡本一平の『珍助絵物語』（『良友』、1917年〈大正6年〉）や、『小学生全集』の「漫画絵物語」（文藝春秋社、1929年〈昭和4年〉）などの使用例があるが、戦争期には検閲に対する印象を良くするため「漫画」でなく「絵物語」を使用した例もある。
第二次大戦前後に特に流行した。ほとんどの場合に絵と文は同じ作家が担当し、挿絵部分にふきだしの描かれたものもあるため、漫画の一種とされることもある。
その発祥は紙芝居作家の山川惣治に雑誌『少年倶楽部』の編集者が「誌上紙芝居」という形式の読み物を提案、一人で読む紙芝居として山川がおおまかなかたちを執筆したものが最初とされている。明確な形で確認出来る最初の作品は1930年代のものである（『少年倶楽部』1939年〈昭和14年〉7月号、誌上紙芝居「宣撫の勇士」）。
絵物語作家は、紙芝居作家、イラストレーター、アニメーター、漫画家でもあることが多い。代表的な作家としては、山川惣治や小松崎茂が挙げられる。日本の漫画表現の基礎をつくった手塚治虫や、アニメ作家の宮崎駿も絵物語形式の作品を残している。
絵物語の黄金時代は昭和20年代という短い期間ではあったが、昭和30年代に登場する「劇画」に影響を与えたともされる。

## 主な作家と作品
- 福島鉄次 - 『沙漠の魔王』
- 永松健夫 - 『黄金バット』
- 山川惣治 - 『少年ケニヤ』、『少年王者』
- 小松崎茂 - 『地球SOS』、『大平原児』
- 酒井七馬 - 『鞍馬小天狗』
- 武部本一郎 - 『少年ターザン』
- 伊藤彦造 - 『阿修羅天狗』
- 島田啓三 - 『冒険ダン吉』
- 吉田竜夫 - 『少年プロレス王 鉄腕リキヤ』（挿絵）
- 岡友彦 - 『白虎仮面』
- 植木金矢 - 『風雲鞍馬秘帖』
- 梶原一騎 - 『少年プロレス王 鉄腕リキヤ』（ノンクレジット原作）、『新戦艦大和』（原作）
- 手塚治虫 - 『銀河少年』、『黄金のトランク』、『オズマ隊長』、『ハトよ天まで』
- 宮崎駿 - 『シュナの旅』